# Antralina
La antralina es una sustancia utilizada en dermatología para aliviar la hiperplasia epidérmica.

## Descripción
La Antralina es un derivado trihidroxilado del Antraceno: 1-8-9-Trihidroxiantraceno. Es un polvo amarillento insípido, inodoro, insoluble en agua, soluble en Cloroformo, éter y soluciones acuosas alcalinas. Debido a su color amarillo es que tiñe la piel de amarillo.

## Farmacocinética
La antralina penetra la piel afectada en 30 minutos. No se distribuye en el organismo ya que no se absorbe en cantidades importantes si se utiliza de manera adecuada, en zonas pequeñas de piel y bajo supervisión del dermatólogo. Por esta misma razón, no se detecta antralina en orina o en materia fecal. De cualquier modo, un uso excesivo del producto puede causar problemas en los riñones en personas que sufran de problemas renales.

### Modo de acción
La antralina se acumula en la mitocondria celular donde al ser oxidada se liberan radicales libres que inhiben la producción de moléculas de alta energía que son requeridas para la replicación del ADN nuclear. De este modo disminuye la frecuencia de las mitosis logrando detener la proliferación de las células epidérmicas en el área de aplicación. Así mismo, se sabe que la antralina puede reducir los niveles elevados de GMPc que es una condición que ocurre en la psoriasis.

## Uso clínico

### Indicaciones
La antralina es útil en el tratamiento de la piel hiperplásica epidérmica, como ocurre en la psoriasis. Su uso se restringe a pequeñas cantidades en períodos de tiempo cortos ya que irrita la piel y puede causar foliculitis. Se ha visto que en varias personas les crece cabello cuando emplean la sustancia en el cuero cabelludo, sin embargo, la FDA no ha autorizado su uso con esta indicación.

### Contraindicaciones
Existen personas que pueden ser susceptibles a la acción de la antralina y sufrir de hipersensibilidad marcada al medicamento. No debe usarse en erupciones agudas o inflamatorias. No debe aplicarse en genitales ni en la cara, ojos o membranas mucosas. En caso de tener que usar el medicamento en áreas extensas de la piel, las mujeres en período de lactancia deberán evitar el medicamento o utilizar leche formulada para bebés según la decisión del médico tratante.

### Reacciones adversas
Las reacciones adversas más comunes son dermatitis por contacto, irritación en el área de aplicación y eritema

## Presentaciones
La antralina está disponible en cremas y ungüentos al 0.1%, 0.25%, 0.5% y 1.0%.